# Pascasio Quesnel

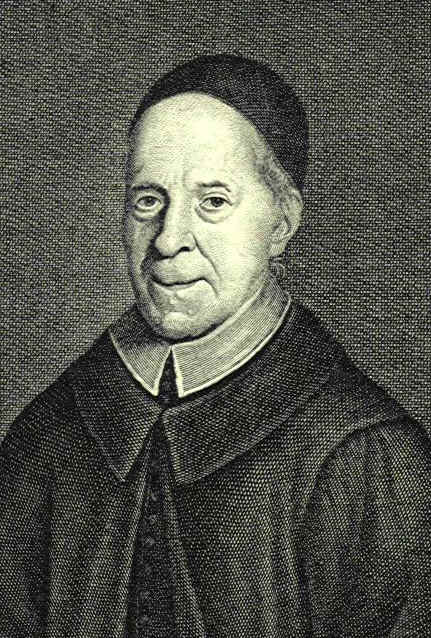
Pascasio Quesnel

Pascasio Quesnel (en francés: Pasquier Quesnel; París, 14 de julio de 1634-Ámsterdam, 2 de diciembre de 1718) fue un sacerdote y teólogo jansenista francés que perteneció a la congregación del Oratorio. Excomulgado y condenado por la bula Unigenitus de Clemente XI.

## Biografía
Habiéndose doctorado en teología en la Sorbona, entró en 1657 en la congregación del Oratorio, donde sus superiores le distinguieron confiándole la dirección de la casa de París.
Descubierto en 1703, fue detenido y encerrado en las cárceles del arzobispado de Malinas, pero pocos meses después logró evadirse refugiándose en Ámsterdam, donde, pese a la excomunión, reanudó la lucha, levantando al clero contra los obispos y a los obispos contra Roma y echando el germen de convulsiones y cismas que habían de turbar a la Iglesia durante mucho tiempo todavía. Allí fundó varias iglesias jansenistas. Murió a la edad de ochenta y cinco años retractándose de sus ideas.